# Skibladner (schip, 1856)
De Skibladner is een Noorse raderstoomboot en het is de oudste stoomboot die thans nog in de vaart is. Zij maakte haar eerste reis op 2 augustus 1856 en vaart op Mjøsa, het grootste meer van Noorwegen.
Vroeger was het een passagiersschip voor handelaars op de route tussen Oslo en Trondheim. Skibladner overbrugde het stuk tussen Eidsvoll en Lillehammer. Vandaag de dag is het schip vooral een toeristische attractie. Het heeft een vermelding op de Noorse monumentenlijst.

## Geschiedenis
De Skibladner werd gebouwd op de ‘Motola Mekaniske verksted’, een scheepswerf in Motala in Zweden, tussen 1854 en 1856. De onderdelen werden per schip vervoerd naar Eidsvoll en vervolgens met de trein naar Minnesund, waar het schip werd geassembleerd. Zij werd vernoemd naar de Skíðblaðnir, een schip uit de Noordse mythologie.
De Skibladner maakte haar eerste reis op 2 augustus 1856. Sindsdien voer ze vrijwel dagelijks tussen Eidsvoll en Lillehammer in de periodes wanneer er geen ijs op Mjøsa ligt. Vanaf 1903 werd de Skibladner een toerismeboot voor heel het Mjøsagebied. In 1917 en 1918 werd er tijdelijk niet met het schip gevaren, vanwege van de Eerste Wereldoorlog. Ook in de Tweede Wereldoorlog lag de dienstregeling een periode stil. Vanaf 1945 voer het schip weer op het Mjøsameer als teken van zomer en vrede.
Door de jaren heen is het schip verschillende keren omgebouwd en gerestaureerd.
- In 1888 werd het schip met 20 voet verlengd, kreeg het een nieuwe motor en werd de kleur van het schip veranderd in het wit. Het schip wordt sindsdien Mjøsa’s witte zwaan genoemd.
- Tussen 1920 en 1925 werd het schip verschillende keren omgebouwd. De stoomketels werden veranderd en meerdere dekken werden overdekt.
- In 1938 werd het interieur van het schip veranderd.
- In 1983 kreeg het schip nieuwe boilers.
- In 1984 werden de stoomketels en de achtersteven vervangen.

## Heden
De Skibladner is nu bovenal een toeristische attractie. Ze vaart elke dag in het zomerseizoen een vaste route die start en eindigt in Gjøvik. Skibladner stopt onderweg in o.a. Lillehammer en Hamar, de twee andere Mjøsasteden. Het zomerseizoen start rond 21 juni en sluit midden augustus. Twee weken voor de seizoensstart en twee weken na het einde van het seizoen wordt Skibladner ter beschikking gesteld voor mensen die het schip willen charteren.
In de winter vaart Skibladner niet uit omdat er dan te veel ijs op het Mjøsa ligt. Ze ligt dan beschut tegen het slechte en koude weer in het Skibladnerhuis in Gjøvik. In het vaarseizoen vertrekt het schip ’s morgens vanuit het Skibladnerhuis op zijn dagelijkse route en keert er ’s avonds naar terug.

## Scheepskarakteristieken
| lengte voor 1888    | 165 voet                                     |
| lengte na 1888      | 185 voet                                     |
| breedte van de romp | 16 voet 7 inch                               |
| diepte              | 5 voet 6 inch                                |
| maximale snelheid   | 14 knopen bij 42 RPM                         |
| gemiddelde snelheid | 13.2 knopen bij 42 RPM                       |
| stoommotor          | tweecilinder 606 PK                          |
| schoepwielen        | staal, diameter 16 voet, 8 schoepen per wiel |
| crew                | minimum 6, maximum 16                        |
| passagiers          | maximum 230                                  |